# Gastridium
Genre
Gastridium est un genre de plantes monocotylédones de la famille des Poaceae, sous-famille des Pooideae, originaire de l'Ancien Monde, qui compte deux espèces.
Ce sont des plantes herbacées annuelles, aux tiges dressées ou décombantes pouvant atteindre 60 cm de long, et aux inflorescences en panicules spiciformes. Elles se rencontrent dans les milieux ouverts, herbeux et perturbés.

## Liste d'espèces
Selon World Checklist of Selected Plant Families (WCSP) (22 mai 2018) :
- Gastridium phleoides (Nees & Meyen) C.E.Hubb. (1954)
- Gastridium ventricosum (Gouan) Schinz & Thell. (1913)}